# Сантандер
Сантандер (шп. Santander) је лучки град који се налази на северној обали Шпаније, главни град једнопокрајиналне аутономне заједнице Кантабрија.

## Становништво
Према процени, у граду је 2008. живело 182.302 становника.

| 1981.   | 1989.   | 1991.   | 2002.   |
| ------- | ------- | ------- | ------- |
| 180.328 | 191.079 | 196.218 | 180.717 |

Од 2004, Сантандер има 183.800 становника. Овај број је остао прилично непромењен од 1981. Низак проценат шпанског прираштаја као и старење становништва и растућа имиграција су утицале на стагнирање броја становништва.

## Партнерски градови
- Сан Луис Потоси